# Centro Recreativo Popular Povoação de Barrosas
O Centro Recreativo Popular de Barrosas é um clube português localizado na vila de Barrosas, freguesia de Idães, distrito do Porto. O clube foi fundado no dia 5 de Novembro de 1955. Os seus jogos em casa são disputados no Complexo do CRPP Barrosas. A equipa de futebol sénior participa, na Divisão de Elite Pró-Nacional da AF Porto.

## Formação
O CRPP Barrosas para além da equipa sénior que milita no topo do futebol distrital do distrito do Porto, também possui equipas nos mais diversos escalões de formação de futebol, dos 4 aos 19 anos, estas equipas de formação competem nos vários campeonatos de futebol de formação da AF Porto, estes escalões de formação são:
- Juniores (sub-19)
- Juvenis (sub-17)
- Iniciados (sub-15)
- Infantis (sub-13)
- Benjamins (sub-10)
- Traquinas (sub-9)
- Traquinas (sub-8)
- Petizes (sub-7)
- Petizes (sub-6)

## Palmarés
O C.R.P. Barrosas possui dois títulos maiores no seu palmarés, o primeiro título conquistado pelo clube Barrosense foi a Taça A.F. Porto no ano de 2015/16 em que o Barrosas depois de uma longa caminhada, chegou à final, disputada no Estádio Capital do Móvel, em Paços de Ferreira, onde o Barrosas bateu a equipa do C.C.R. Raimonda por 5-4 no desempate por grandes penalidades depois de um empate por 1-1 no tempo regulamentar. Este título valeu a presença do Barrosas na Taça de Portugal de 2016/17 e na Supertaça da AF Porto de 2016 onde o Barrosas venceu por 2-1 a equipa do Aliança de Gandra, campeã distrital da A.F. Porto no ano de 2015/16.
Para além dessas conquistas na equipa sénior, o C.R.P. Barrosas possui vários títulos nos escalões de formação sendo o mais importante o título da segunda divisão de juniores da AF Porto no ano de 2016/17.

## Títulos
- (1) AF Porto Taça (2015/16)
- (1) AF Porto Supertaça (2016)

Juniores
- (1) AF Porto Juniores A 2ª Divisão 2016/17

## Ligações Externas
- AF Porto

1. ↑  admin (10 de fevereiro de 2022). «Barrosas - AFPorto». Consultado em 15 de abril de 2025
2. ↑  Futebol 365. «Centro Recreio Popular População de Barrosas». Futebol 365. Consultado em 15 de abril de 2025
3. ↑  «C.R.P. Barrosas». FPF. Consultado em 15 de abril de 2025
4. 1 2  Futebol 365. «Centro Recreio Popular População de Barrosas - Palmarés». Futebol 365. Consultado em 15 de abril de 2025